# Louise Attaque
Pour l’article ayant un titre homophone, voir Luis Attaque.
Louise Attaque est un groupe de folk rock français, originaire de Paris. Formé en 1994, le premier album du groupe, Louise Attaque, sorti en avril 1997, compte 2,7 millions d'exemplaires physiques vendus en France, ce qui en fait un des albums francophones les plus vendus.
Plusieurs des albums du groupe ont été produits par Gordon Gano, le chanteur de Violent Femmes, un groupe dont Louise Attaque s'est inspiré.

## Biographie

### Origines (1990–1994)
Au début, le groupe n'est constitué que de Gaëtan Roussel et Robin Feix, qui se sont rencontrés au lycée en Forêt, à Montargis. Bientôt Alexandre Margraff les rejoint avec sa batterie pour former le groupe de rock Caravage (nom donné en hommage au peintre italien Le Caravage), avec David Antoniw à la guitare principale. Le succès n'est pas immédiat : la cassette enregistrée dans la cave d'Alexandre se vend à huit exemplaires dont six à la famille. Ils écument alors les bars, salles des fêtes et foyers ruraux pendant quatre ans. Puis David Antoniw les quitte, troque sa guitare contre une table de mixage et devient leur ingénieur du son. Les trois autres lancent alors une annonce dans leur studio de répétition pour trouver un violoniste. Arnaud Samuel (né le 6 février 1964) se présente et débute ainsi dans le groupe.

### Débuts (1994–1997)
Le groupe est ainsi formé, complété par Arnaud Samuel, en 1994 à Paris. Le groupe a longtemps brouillé les pistes sur l'origine de son nom en blaguant sur le fait que le prénom Louise faisait référence à Louise Michel, anarchiste du XIXe siècle. En réalité, il n'en est rien, comme l'a confirmé le bassiste Robin dans une interview de février 2016. Le nom du groupe fait uniquement référence aux Violent Femmes, groupe de rock américain, dont les membres de Louise Attaque sont fans,. Le leader de Violent Femmes, Gordon Gano, est leur producteur. Robin, qui possède une maîtrise d'arts plastiques, s'occupe du graphisme. Marc Thonon, patron du label Atmosphériques, les découvre et leur donne une chance dans sa toute récente « maison d'artistes ». L'association Life Live in the Bar leur permet de tourner.

### Succès populaire record (1997–2000)
Leur premier album Louise Attaque sort en 1997 et se vend à 2,8 millions d'exemplaires,, un record pour un groupe français connu ou inconnu. Cet album constitue la cinquième meilleure vente d'albums de tous les temps en France et la meilleure vente dans l'histoire du rock français. Louise Attaque est au départ un groupe de scène, complètement boudé par les radios. Ils donnent la preuve qu'un groupe peut réussir à s'imposer par les tournées et le bouche-à-oreille, et à trouver un très large public, en dehors des canons des médias. Leur tournée de 1998 reste dans les annales du rock français et est même immortalisée dans un film, Crachez vos souhaits.
En 1998, Thierry Villeneuve réalise un documentaire retraçant la tournée de Louise Attaque. Le film est sorti trois ans après son tournage, en 2001, « pour évincer toute visée commerciale », dans un nombre restreint de salles. Il s'appelle Crachez vos souhaits comme l'une des chansons du groupe. Le réalisateur a suivi le groupe pendant deux mois. Il décrypte la vie quotidienne d'un groupe qui a réussi à vendre deux millions d'albums en seulement quelques mois : la presse, les concerts toujours pleins, les coulisses, un duo avec Matthieu Chedid, un autre avec Cornu, le concert au profit d'Act Up-Paris, des interviews des membres et du public. Le film peine à trouver son public : trop intellectualisé et pas assez musical selon les fans, difficilement accessible aux néophytes. Il a aussi souffert de son arrivée tardive dans les salles (trois ans) due à une overdose médiatique de Louise Attaque en 1998.

### Continuité (2000–2006)
Le deuxième album du groupe, intitulé Comme on a dit, sort en 2000, et se vend à 700 000 exemplaires. L'année suivante, usé par la pression et en panne d'inspiration, le groupe décide de se séparer momentanément. De la séparation naissent deux nouvelles formations avec d'un côté Tarmac, réunissant Gaëtan Roussel et Arnaud Samuel, le chanteur et le violoniste de Louise Attaque, et de l'autre côté la formation Ali Dragon avec Robin Feix et Alexandre Margraff, ainsi que d'autres personnes.
Après deux ans de routes séparées, le groupe se retrouve et enregistre un troisième album (sous la direction de Mark Plati) sorti le 5 septembre 2005, nommé À plus tard crocodile (traduction littérale de l'anglais See you later, Alligator, expression des musiciens jazz et blues américains ; c'est également le titre d'un des plus grands succès de Bill Haley). Ils tournent à l'étranger, en Russie, en Inde et en Amérique du Sud. Le premier single, Si c'était hier, sort en juin 2005. En novembre 2006, le groupe sort un DVD live, et organise un festival à Bercy avec Têtes Raides et Violent Femmes.

### Pause (2007–2015)

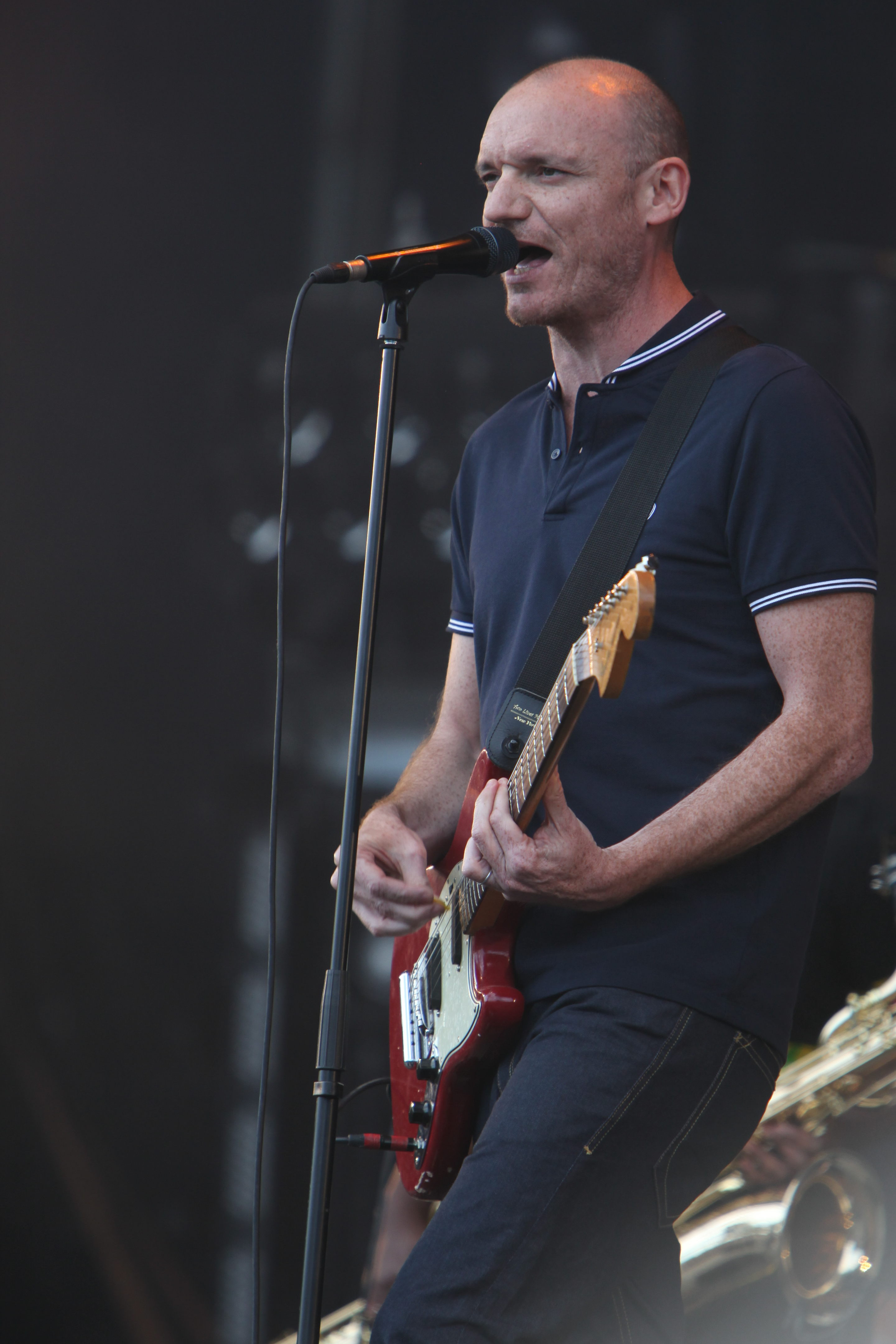
Gaëtan Roussel lors des Eurockéennes de Belfort en 2011.

Alors que l'année 2007 devait être consacrée à l'élaboration d'un quatrième album, les membres du groupe décident de remettre le groupe en pause, et de se consacrer ou collaborer à d'autres projets. Gaëtan Roussel participe à l'écriture du nouvel album d'Alain Bashung, Bleu pétrole, sorti au printemps 2008 ; et compose, la même année, la musique du film Louise Michel. Il sort Bonjour, un single en duo avec Rachid Taha le 13 juillet 2009. Gaëtan Roussel est cité comme producteur et interprète de l'album de Rachid Taha à venir. Ginger, son premier album solo sort, le 8 mars 2010, et connait le succès avec le tube Help Myself.
Robin Feix et Gaëtan Roussel réalisent en 2007 Faudra faire avec, un album de Tétard. Robin Feix, de son côté, forme avec Anna Berthe, ancienne chanteuse du groupe Tétard, le duo Poney Express dont le premier album Daisy Street sort le 31 mars 2008. Arnaud Samuel joue de son violon sur le premier album de Ben'Bop dont il est également le coproducteur ; son violon et sa guitare sont également en guest dans l'album de Déportivo sorti le 22 octobre 2007. En 2010, après Ben'Bop, Arnaud Samuel s'investit en solo dans La Traversée de l'Atlantique, un spectacle musical et visuel tourné vers la découverte de l'Amérique et la rencontre de l'autre. Alexandre Margraff se produit sur les pistes de danse en 2010 sous le pseudonyme d'Alex Monday.
Le groupe se retrouve en studio au grand complet, afin d'enregistrer un titre inédit baptisé Du monde tout autour, qui sert de single pour lancer une compilation attendue pour octobre 2011. Le 9 septembre 2011, le groupe se produit sur le plateau de l'émission Taratata, diffusée le 4 novembre 2011, et, le 17 décembre 2013, sur le plateau de l'émission Alcaline, diffusée le 30 janvier 2014.

### Retour etAnomalie(2015–2016)
En juillet 2015, à l'occasion de son concert Re-Play blessures, Gaëtan Roussel laisse penser à un retour proche de Louise Attaque pour la fin d'année 2015 ou le début de l'année 2016. Le 17 août 2015, le groupe confirme sur les réseaux sociaux les rumeurs. Louise Attaque est de nouveau en studio, à Londres et à Berlin. Le 7 septembre 2015, sur le plateau du Grand Journal de Canal+, Gaëtan Roussel confirme le retour de Louise Attaque pour début 2016.
Le 20 octobre 2015, Louise Attaque fait la Une des Inrockuptibles. Première photo promo mais à 3 seulement, confirmant le retrait d'Alexandre Margraff du groupe. L'interview du groupe explique sans détails qu'Alexandre Margraff a effectivement quitté l'aventure à la suite de désaccords avec les autres membres. Le lendemain, le 21 octobre 2015 est dévoilé Anomalie, le premier single de leur futur album du même nom, qui semble indiquer un tournant plus pop. La sortie de l'album est prévue pour le début de l'année 2016. Le single est présenté sur le plateau du Grand Journal de Canal+. Le 4 décembre, Louise Attaque est invité sur RTL2 dans Le Grand Morning, et annonce que le nom de l'album sera également Anomalie et sortira le 12 février 2016. Le même jour est dévoilé Du grand banditisme, deuxième single de l'album.
Le 11 janvier 2016, à quasiment un mois de la sortie du nouvel album, Louise Attaque dévoile Avec le temps, le troisième extrait de leur nouvel album. Le groupe participe les 20, 21 et 22 mai 2016 à la 16e édition des Papillons de Nuit. Le groupe clôt la 18e édition du festival Solidays le dimanche soir 26 juin 2016 sur la scène Paris, devant plus de 40 000 personnes. Un show d'une heure durant lequel le groupe alterne entre musiques « d'aujourd'hui, d'hier et d'avant-d'hier » comme le crie le chanteur Gaëtan Roussel à la foule après son entrée en scène. L'album Anomalie sera disponible en version deluxe le 18 novembre 2016, avec 18 titres live, présents sur un second CD, enregistrés à La Cigale.

### Vingtième année (depuis 2017)
À l'occasion des 20 ans de la sortie de son premier album, Louise Attaque annonce sur les réseaux sociaux une réédition de cet album homonyme ainsi qu'un titre inédit et des démos originales. Le 10 février 2017, le groupe remporte les Victoires de la musique pour l'album Anomalie. En novembre 2017, Louise Attaque sort son album anniversaire, éponyme, qui comprend des morceaux tels que J't'emmène au vent, Les Nuits parisiennes, et Ton invitation.

## Membres

### Membres actuels

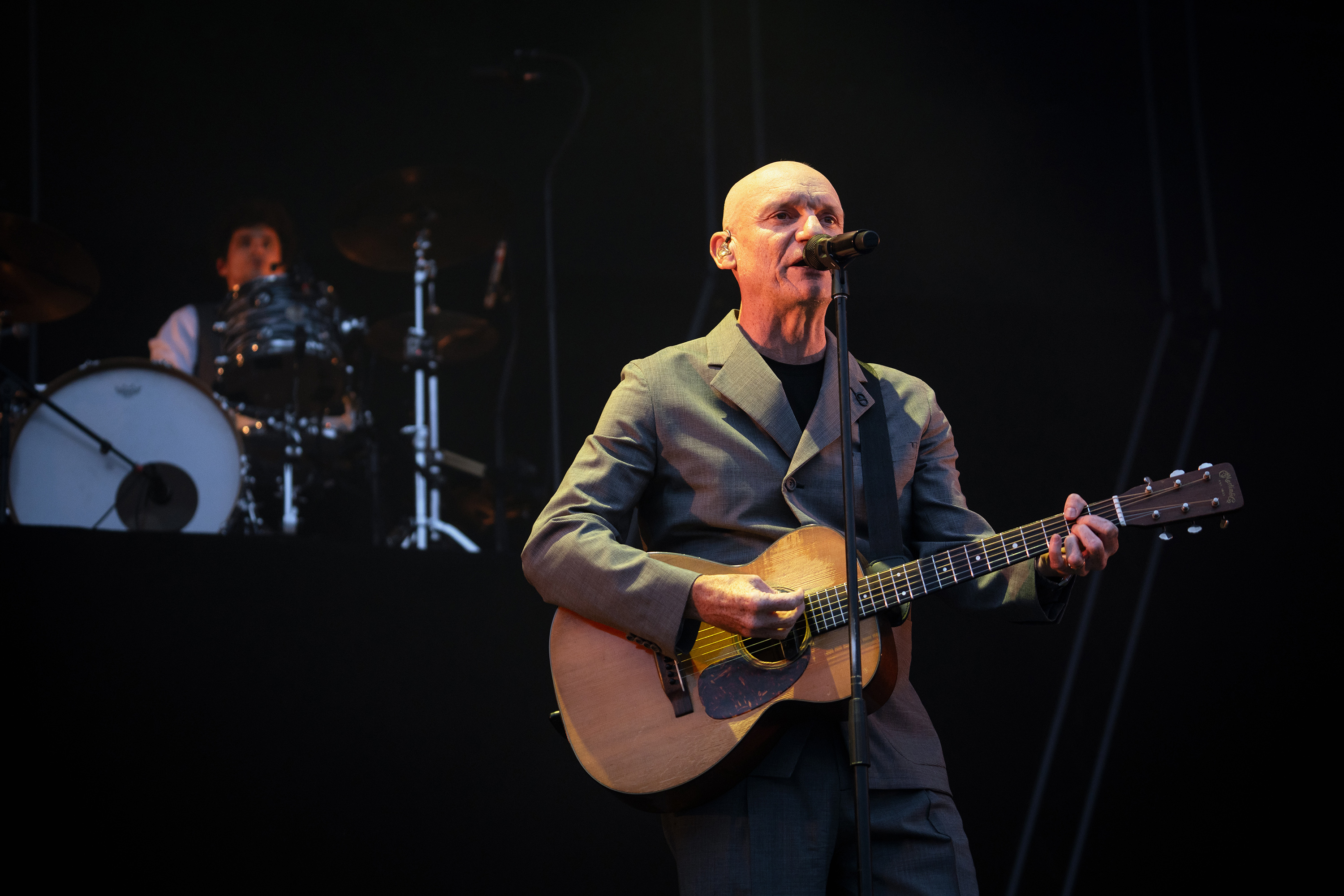
Nicolas Musset et Gaëtan Roussel, 2023

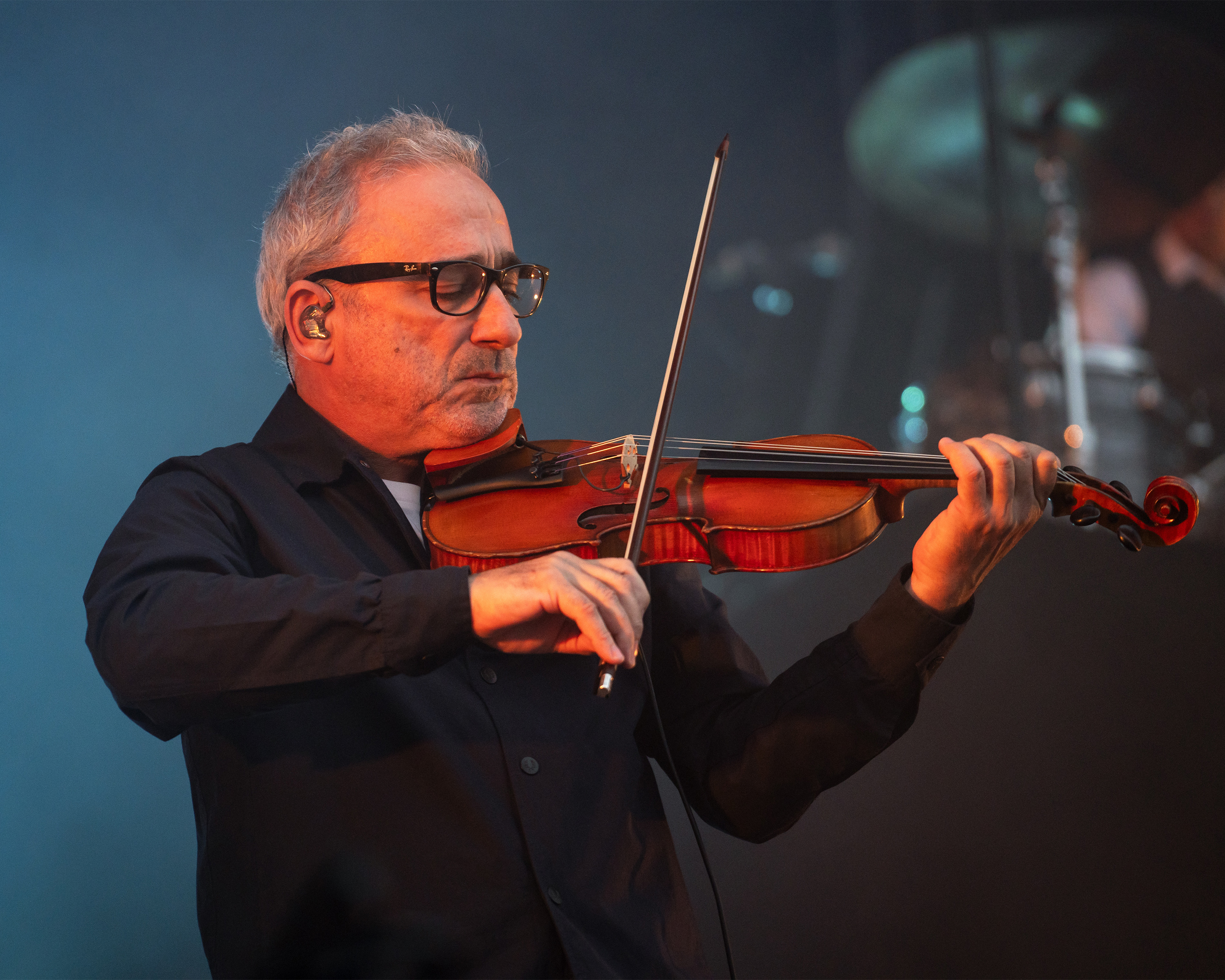
Arnaud Samuel, 2023

- Gaëtan Roussel - chant, guitare, composition (depuis 1994)
- Arnaud Samuel - violoniste, guitare, piano (depuis 1994)
- Robin Feix - basse (depuis 1994)
- Nicolas Musset - batterie (depuis 2015)

### Ancien membre
- Alexandre Margraff - batterie (1994-2015)

## Discographie

### Participation
- 1998 : Le Plaisir de la passe sur la compilation Amour foot

### Singles
- 1997 : J't'emmène au vent
- 1998 : Ton invitation
- 1998 : Léa
- 1998 : Les nuits parisiennes
- 1998 : La brune
- 2000 : Tu dis rien
- 2000 : Pour un oui, pour un non
- 2000 : L'intranquillité
- 2001 : Du nord au sud
- 2005 : Si c'était hier
- 2006 : Depuis toujours
- 2006 : Si l'on marchait jusqu'à demain
- 2011 : Du monde tout autour
- 2015 : Anomalie
- 2015 : Du grand banditisme
- 2016 : Avec le temps
- 2022 : Sortir de l'ordinaire
- 2022 : La Frousse
- 2023 : Nous on veut vivre nous

## Vidéographie
- Y a-t-il quelqu'un ici !  (27 novembre 2006) - Concert enregistré au Zénith de Paris le 25 avril 2006 (sous le label Atmosphériques)

## Récompenses
- 1999 : Victoire de la musique du groupe de l'année.
- 2001 : Victoire de la musique « album rock de l’année » pour l'album Comme on a dit.
- 2006 : Victoire de la musique « album pop/rock de l'année », pour l'album À plus tard crocodile.
- 2006 : Prix de l'artiste de la francophonie s'étant le plus illustré au Québec en 2006 de l'ADISQ[18].
- 2017 : Victoire de la musique « album rock de l'année », pour l'album Anomalie.